# .бел
.бел (punycode: .xn--90ais, Беларусь) — национальный домен верхнего уровня для Республики Беларусь.

## История
26 августа 2014 года международной организацией ICANN Беларуси был выделен национальный кириллический домен первого уровня .БЕЛ. С начала марта 2015 года аккредитованные регистраторы начали приоритетную регистрацию доменов на кириллице.
Домен .бел был делегирован 10 ноября 2014 года. Регистрация проводилась в 3 этапа:
- С марта по май 2015 года домен был доступен только для приоритетной регистрации доменов для государственных органов, владельцев товарных знаков и фирменных наименований юридических лиц.
- С июня по сентябрь 2015 года проводились благотворительных аукционы премиум-доменов .БЕЛ[2][3].
- С октября 2015 года доступна регистрация доменов для всех желающих[2].

Первый сайт в доменной зоне .бел появился 17 февраля 2015 года — официальный сайт домена.

## Администрирование
- Администратором доменной зоны .БЕЛ является Оперативно-аналитический центр при Президенте Республики Беларусь
- Техническим администратором доменной зоны .БЕЛ является hoster.by

## Отображение на кириллице
Для пользователей имя сайта отображается на кириллице, а поисковый робот видит его преобразованным в ASCII-символы с помощью метода punycode, что гарантирует корректную обработку домена.

## Современное состояние и перспективы
К 2025 году домен .бел отмечает своё десятилетие. Согласно исследованию, опубликованному на Habr, только около 10 % доменов в национальном сегменте  Беларуси регистрируются в кириллической зоне .бел, в то время как подавляющее большинство — в зоне .by.
Причины ограниченного распространения .бел включают технические трудности: не все веб-сервисы, CMS и хостинги корректно работают с кириллическими доменами, многие требуют ручной настройки Punycode, а отображение в браузерах и мессенджерах часто приводит к замене адреса на закодированную форму (например, .xn--90ais). Это затрудняет маркетинг, восприятие пользователями и приводит к проблемам с поисковыми системами, которые интерпретируют кириллические домены как обычный текст, а не как URL.
Несмотря на это, кириллические домены остаются полезным инструментом брендинга и используются как дополнительные (зеркальные) адреса, особенно в наружной рекламе и на визитках. Их поддержка улучшается, и растёт число платформ, корректно обрабатывающих такие домены. Эксперты считают, что кириллические домены постепенно укрепляют свои позиции как вспомогательный инструмент в цифровой инфраструктуре.